# Bachet-Methode
Die Bachet-Methode ist ein Verfahren zur Erzeugung magischer Quadrate ungerader Ordnung. Es stammt von dem französischen Mathematiker Claude Gaspard Bachet de Méziriac.

## Verfahren
- In einem leeren Quadrat ungerader Ordnung {\displaystyle n} mit {\displaystyle n^{2}} Feldern wird an jeder Quadratseite außen eine dreieckige Anordnung von Feldern angefügt.
- Die natürlichen Zahlen von {\displaystyle 1} bis {\displaystyle n^{2}} werden von oben beginnend der Reihe nach in Gruppen von je {\displaystyle n} Feldern diagonal nach rechts unten in die leeren Felder so eingetragen, dass eine auf der Spitze stehende n-reihige Zahlenanordnung entsteht, bei der jedes zweite Feld in waagerechter bzw. senkrechter Richtung ungenutzt bleibt.
- Die an den Quadratseiten außen angefügten dreieckförmigen Zahlenfelder werden jeweils auf die im Quadrat gegenüberliegenden dreieckförmigen ungenutzten Lückenfelder parallel verschoben.
- Auf diese Weise ist ein fünfreihiges normales magisches Quadrat entstanden.[1]

## Eigenschaften
- Das mittlere Feld des magischen Quadrats ist mit der Zahl {\displaystyle z={\tfrac {n^{2}+1}{2}}} belegt. Alle zu dieser Zahl symmetrischen Felder haben die Summe {\displaystyle n^{2}+1}.
- Aus den Zahlen {\displaystyle 1} bis {\displaystyle n^{2}} lassen sich Paare mit jeweils identischer Summe bilden. Verbindet man jedes dieser Zahlenpaare durch eine gerade Linie, so entsteht ein sternförmiges mehrfach punkt- und achsensymmetrisches Muster.

## Beispiel
Die nachfolgende Darstellung verdeutlicht die Entstehung eines fünfreihigen magischen Quadrats nach der Bachet-Methode und zeigt das Symmetriemuster der Übersichtlichkeit halber in zwei Bildern.
Das mittlere Feld des Quadrats ist mit der Zahl {\displaystyle {\tfrac {5^{2}+1}{2}}=13} belegt. Alle zu dieser Zahl symmetrischen Felder haben die Summe {\displaystyle 5^{2}+1=26}. Aus den Zahlen {\displaystyle 1} bis {\displaystyle 25} lassen sich genau zwölf Paare mit jeweils identischer Summe {\displaystyle 26} bilden.